# فوشیا آن راونا
فوشیا آن راونا (به انگلیسی: Fuschia Anne Ravena)(زاده ۱۹۹۵) مدل، اینفلوئنسر، بیزینس‌وومن و ملکه زیبایی فیلیپینی است. او برنده مسابقه دوشیزه ملکه بین‌المللی در سال ۲۰۲۲ شد.
او یک زن ترنس است.